# Merosargus melanothorax
Merosargus melanothorax är en tvåvingeart som beskrevs av Mcfadden 1971. Merosargus melanothorax ingår i släktet Merosargus och familjen vapenflugor. Inga underarter finns listade i Catalogue of Life.